# Vescomtat del Rosselló
El vescomtat del Rosselló fou una jurisdicció feudal del comtat del Rosselló encarregada a un vescomte. El càrrec no era hereditari i només alguns vescomtes apareixen documentats. Durant el segle X el càrrec va esdevenir hereditari. Vers el 1050 van prendre el títol de vescomtes de Tatzó, que apareix ja el 1051.

## Llista de vescomtes
- Alfons, documentat el 832 i 847
- Riquelm documentat el 858
- Isembert documentat el 876
- Vitissà vers 900-925
- Francó vers 925-967
- Oruç vers 1000
- Guillem Adalbert documentat el 1030
- Oliba documentat el 1043
- Guillem, primer vescomte de Tatzó documentat el 1051